# Парламентские выборы в Чехии (2013)
Досрочные парламентские выборы в Чехии 2013 года прошли 25 и 26 октября. Явка составила 59,48 % избирателей.
Выборы прошли на семь месяцев раньше, из-за того, что в начале лета 2013 года, из-за коррупционного дела связанного с окружением премьер-министра Чехии Петра Нечаса пало правительство и прошли массовые демонстрации. Действующей коалиции ODS, TOP 09 и LIDEM (бывш. Дела общественные) не удалось добиться назначения на должность премьер-министра Мирославу Немцову со стороны президента Милоша Земана. На место премьер-министра был назначен Иржи Руснок, чей кабинет не смог получить доверие нижней палаты парламента и 28 августа Милош Земан распустил парламент, назначив дату выборов на конец октября.

## Избирательная система
200 членов Палаты депутатов избираются в 14 многомандатных избирательных округах (в каждом из которых обычно баллотируются от 5 до 25 членов), по пропорциональному представительству открытого списка, в котором они могут давать льготные голоса для четырёх кандидатов по выбранным список. Места распределяются с использованием метода д’Ондта с избирательным порогом 5 % для самовыдвиженцев, 10 % для двухпартийных коалиций, 15 % для трехпартийных коалиций и 20 % для коалиций четырёх или более партии. Кандидаты, получившие привилегированные голоса более 5 % избирателей, переходят в верхнюю часть своего списка, а в случаях, когда более одного кандидата получает более 5 % привилегированных голосов, они оцениваются в порядке получения голосов.

## Результаты выборов
| Партия | Партия                   | Голосов   | %       | Мандатов | Δ    |
| ------ | ------------------------ | --------- | ------- | -------- | ---- |
|        | ČSSD                     | 1 016 829 | 20,45 % | 50       | ▼ 6  |
|        | ANO 2011                 | 927 240   | 18,65 % | 47       | ▲ 47 |
|        | KSČM                     | 741 044   | 14,91 % | 33       | ▲ 7  |
|        | TOP 09                   | 596 357   | 11,99 % | 26       | ▼ 15 |
|        | ODS                      | 596 357   | 7,72 %  | 16       | ▼ 37 |
|        | Usvít                    | 342 339   | 6,88%   | 16       | ▲ 16 |
|        | KDU-ČSL                  | 336 970   | 6,78%   | 14       | ▲ 14 |
|        | Партия зелёных           | 159 025   | 3,19 %  | 0        | ▬    |
|        | Чешская пиратская партия | 132 417   | 2,66 %  | 0        | ▬    |
|        | Партия свободных граждан | 122 564   | 2,46 %  | 0        | ▬    |
|        | Партия прав граждан      | 75 113    | 1,51 %  | 0        | ▬    |
|        | Остальные                | 135 912   | 2,65 %  | 0        |      |
|        | Всего                    | 4 969 984 | 100 %   | 200      |      |

Результаты выборов

17 января 2014 года правительственную коалицию после парламентских выборов сформировали представители трех партий — Чешской социал-демократической партии, ANO 2011 и Христианско-демократического союза — Чехословацкой народной партии, подписав соответствующий коалиционный договор о создании нового правительства. В новом правительстве Чехии будет 17 членов кабинета — восемь представителей социал-демократов, шесть — от ANO 2011 и трое — от христианских демократов. Правительство возглавил социал-демократ Богуслав Соботка.